# Saut à la perche féminin aux championnats du monde d'athlétisme 2007
Navigation
Helsinki 2005 Berlin 2009
L'épreuve de saut à la perche féminin aux championnats du monde d'athlétisme 
 de 2007 s'est déroulée les 26 et 28 août 2007 dans le stade Nagai d'Osaka (Japon), remportée pour la deuxième fois consécutive par la tenante du titre et recordwoman ci-dessous, la Russe Yelena Isinbayeva (photo). La médaille de bronze est gagnée par sa compatriote qui avait obtenu l'or à l'édition de 2003.

## Records préalables
| Record du monde         | Yelena Isinbayeva | 5,01 m | Helsinki | 12 août 2005 |
| Record des championnats | Yelena Isinbayeva | 5,01 m | Helsinki | 12 août 2005 |

## Médaillées
| Or     | Yelena Isinbayeva  |
| Argent | Katerina Badurová  |
| Bronze | Svetlana Feofanova |

## Résultats

### Finale
| Rang               | Athlète             | Pays       | Essais | Essais | Essais | Essais | Essais | Essais | Essais | Essais | Marque | Notes |
| Rang               | Athlète             | Pays       | 4.35m  | 4.50m  | 4.60m  | 4.65m  | 4.70m  | 4.75m  | 4.80m  | 5.02m  | Marque | Notes |
| ------------------ | ------------------- | ---------- | ------ | ------ | ------ | ------ | ------ | ------ | ------ | ------ | ------ | ----- |
| Médaille d'or      | Yelena Isinbayeva   | Russie     | -      | -      | -      | o      | -      | -      | xo     | xxx    | 4,80 m |       |
| Médaille d'argent  | Katerina Badurová   | Tchéquie   | o      | o      | o      | -      | xxo    | o      | xxx    |        | 4,75 m | NR    |
| Médaille de bronze | Svetlana Feofanova  | Russie     | -      | o      | o      | -      | o      | xo     | xxx    |        | 4,75 m |       |
| 4                  | Monika Pyrek        | Pologne    | o      | o      | o      | xo     | xxo    | xo     | xxx    |        | 4,75 m | =PB   |
| 5                  | Vanessa Boslak      | France     | xo     | o      | x-     | xo     | o      | x-     | xx     |        | 4,70 m | NR    |
| 6                  | Fabiana Murer       | Brésil     | o      | o      | o      | xo     | xxx    |        |        |        | 4,65 m | SB    |
| 6                  | Yuliya Golubchikova | Russie     | o      | o      | o      | xo     | xxx    |        |        |        | 4,65 m |       |
| 8                  | Anna Rogowska       | Pologne    | o      | xxo    | o      | -      | xxx    |        |        |        | 4,60 m | SB    |
| 9                  | Tatyana Polnova     | Russie     | o      | xxo    | xxo    | xxx    |        |        |        |        | 4,60 m |       |
| 10                 | Jennifer Stuczynski | États-Unis | -      | xo     | -      | xx     |        |        |        |        | 4,50 m |       |
| 11                 | Kym Howe            | Australie  | o      | xxo    | xxx    |        |        |        |        |        | 4,50 m |       |
| —                  | Silke Spiegelburg   | Allemagne  | xxx    |        |        |        |        |        |        |        | NM     |       |

### Qualifications
| Place | Athlète             | Performance | Notes |
| ----- | ------------------- | ----------- | ----- |
| 1re   | Jennifer Stuczynski | 4,55 m      | Q     |
| 2e    | Katerina Badurová   | 4,55 m      | Q     |
| 3e    | Yuliya Golubchikova | 4,55 m      | Q     |
| 4e    | Svetlana Feofanova  | 4,55 m      | Q     |
| 5e    | Fabiana Murer       | 4,55 m      | Q     |
| 6e    | Anna Rogowska       | 4,55 m      | Q SB  |
| 7e    | Naroa Agirre        | 4,50 m      | NR    |
| 8e    | Jillian Schwartz    | 4,50 m      | SB    |
| 9e    | Julia Hütter        | 4,45 m      |       |
| 10e   | Carolin Hingst      | 4,35 m      |       |
| 11e   | Afroditi Skafida    | 4,35 m      |       |
| 11e   | Minna Nikkanen      | 4,35 m      | NR    |
| 13e   | Zhang Yingning      | 4,35 m      |       |
| 14e   | Takayo Kondo        | 4,35 m      | PB    |
| 15e   | Alejandra García    | 4,20 m      |       |
| 16e   | Alana Boyd          | 4,20 m      |       |

| Place | Athlète                   | Performance | Notes |
| ----- | ------------------------- | ----------- | ----- |
| 1re   | Tatyana Polnova           | 4,55 m      | Q     |
| 1re   | Yelena Isinbaeva          | 4,55 m      | Q     |
| 1re   | Monika Pyrek              | 4,55 m      | Q     |
| 4e    | Kym Howe                  | 4,55 m      | Q     |
| 5e    | Vanessa Boslak            | 4,55 m      | Q     |
| 6e    | Silke Spiegelburg         | 4,55 m      | Q     |
| 7e    | Gao Shuying               | 4,50 m      |       |
| 8e    | Niki McEwen               | 4,35 m      |       |
| 9e    | Pavla Hamáčková-Rybová    | 4,35 m      |       |
| 9e    | Thórey Edda Elisdóttir    | 4,35 m      |       |
| 11e   | Roslinda Samsu            | 4,35 m      | SB    |
| 12e   | Hanna-Mia Persson         | 4,20 m      |       |
| 13e   | Kate Dennison             | 4,20 m      |       |
| 14e   | Anna Katharina Schmid     | 4,20 m      |       |
| 15e   | Vicky Parnov              | 4,05 m      |       |
| 16e   | Joana Costa               | 4,05 m      |       |
| 17e   | Elisabete Ribeiro Tavares | 4,05 m      |       |

### Légende
Records et Performances
- AR : Record continental (area record)
- CR : Record des championnats (championship record)
- MR : Record du meeting (meet record)
- NR : Record national (national record)
- OR : Record olympique (olympic record)
- PR : Record paralympique (paralympic record)
- PB : Record personnel (personal best)
- SB : Meilleure performance personnelle de la saison (season's best)
- WL : Meilleure performance mondiale de l'année (world leader)
- WJR : Record du monde junior (world junior record)
- WR : Record du monde (world record)

Circonstances et Conditions
- DNF : N'a pas terminé (did not finish)
- DNS : N'a pas pris le départ (did not start)
- DQ : Disqualification (disqualification)
- NM : Aucun essai valable enregistré (No Mark)
- Q : Qualifié « directement » au prochain tour (ou à la prochaine compétition), lors d'une compétition majeure, grâce au classement ou à la réalisation des minima (automatic qualifier)
- q : Qualifié au prochain tour (ou à la prochaine compétition), lors d'une compétition majeure, grâce au repêchage ou à la réalisation de l'une des meilleures performances parmi celles des « non qualifiés directement » (grâce au meilleur temps ou à la meilleure distance par exemple) (secondary qualifier)